# Кашина Малпага (Варезе)
Кашина Малпага је насеље у Италији у округу Варезе, региону Ломбардија.
Према процени из 2011. у насељу је живело 206 становника. Насеље се налази на надморској висини од 212 м.